# 安平再製鹽廠
安平再製鹽廠位在臺灣臺南市安平區，是接收日治時期的安平煎熬鹽工廠（即被臺灣製鹽株式會社併購的安平再製鹽工廠）而來，此外生產鹽化產品的安平試驗工廠亦為接收安平煎熬鹽工廠而成。

## 沿革
此廠是在明治四十四年（1911年）由辜顯榮具名，豐田清一郎出資所建成，於隔年4月正式上市銷售產品。其原料是臺南鹽埕鹽田所產的下等鹽，主要的客群是在臺日人，生產規模並不大。後來在大正九年（1920年）被臺灣製鹽株式會社併購，除繼續生產再製鹽外，並在該年12月繼續擴建成年產量有30萬斤的煎熬鹽工廠。生產煎熬鹽用的鹵水則用鐵管從安順採鹵鹽田運來，製成的精鹽則主要銷往北海道。後來因燃煤成本高昂，導致無法在市場上競爭，而在昭和十二年（1937年）停止生產煎熬鹽，只生產再製鹽。
二次大戰後，該廠在民國三十一年（1942年）由臺南鹽業公司經營，直到三十六年（1947年）5月改隸中鹽公司臺灣分公司為止。廠區分成安平再製鹽廠與安平試驗工廠：前者在1952年改用原鹽為原料但因品質無法與洗滌鹽競爭，於1954年停產，六年後增添設備、提升品質後復工，年產量達到產能極限的4370公噸，後來在1971年設置蒸發罐設備，每月生產100到150公噸的真空再製鹽，但最後還是在民國六十四年（1975年）因通霄精鹽廠完工而停產。
至於安平試驗工廠則利用苦鹵（鹽田副產品）生產氯化鉀、硫酸鎂、氯化鎂（固態）等產品，民國四十一年（1952年）後增加乾芒硝、精石膏、氧化鎂等的產製設備，但後來仍因設備老舊、成本偏高及部分產品滯銷而在民國七十四年（1985年）停產。